# Јанис Блумс
Јанис Блумс (лет. Jānis Blūms; Салдус, 20. април 1982) је бивши летонски кошаркаш. Играо је на позицији бека.

## Биографија
Играо је у млађим категоријама клуба Броцени, за чији сениорски тим је дебитовао у сезони 1999/00. Године 2001. прешао је у Сконто, а сезоне 2003/04. играо је у пољском Анвилу. Наредне две сезоне бранио је боје Вентспилса и оба пута са њима освојио летонско првенство. Сезону 2006/07. провео је у литванском Лијетувос ритасу са којим је тада дошао и до трофеја у регионалној Балтичкој лиги. Следећих годину дана био је играч италијанског СС Баскет Наполи, да би 2008. потписао за шпански Билбао у коме се задржао чак 4 сезоне. За сезону 2012/13. вратио се у Лијетувос ритас. У јулу 2013. приступио је Астани са којом је 2014. освојио казахстанско првенство и куп. У октобру 2014. постао је члан Панатинаикоса. Са њима остаје до краја сезоне и осваја куп Грчке. У сезони 2015/16. је био играч Авелина. У сезони 2016/17. бранио је боје ВЕФ Риге. У сезони 2017/18. је био играч Сарагосе 2002.
Играо је за сениорску репрезентацију Летоније на Европским првенствима 2005, 2007, 2009, 2011, 2013, 2015. и 2017. године.

## Успеси

### Клупски
- Вентспилс:
  - Првенство Летоније (2): 2004/05, 2005/06.
- Лијетувос ритас:
  - Балтичка лига (1): 2006/07.
- Астана:
  - Првенство Казахстана (1): 2013/14.
  - Куп Казахстана (1): 2014.
- ВЕФ Рига:
  - Првенство Летоније (1): 2016/17.
- Парма:
  - Куп Русије (1): 2019.